# Шарл дьо Блоа
Шарл дьо Блоа, наречен Блоа (на френски: Charles de Blois; * 1319, Блоа; † 29 септември 1364, Оре) е френският кандидат за бретанския трон по време на Войната за бретанското наследство. Приема се, че той е законен херцог от 1341 г. до смъртта си срещу поддържаните от Англия представители на рода Монфор. През 1904 г. е беатифициран от Католическата църква.

## Живот
Tой е син на Ги дьо Шатийон, граф на Блоа, и на Маргьорин Валоа, сестра на крал Филип VI.
Чрез брака си с Жана дьо Пентиевър се оказва наследник на бретанския трон след смъртта на Жан ІІІ, неин чичо. Бретан е силно херцогство, което може да има голяма роля в започващата Стогодишна война, затова французите решително подкрепят каузата на графа, включително и с войски. Заедно с бъдещия Жан II Шарл дьо Блоа нахлува на територията му, превзема Нант и пленява Жан дьо Монфор. След това съдбата се обръща. На следващата 1342 г. англичаните изпращат армия, която успешно се противопоставя на французите в битката при Морле и Шарл трябва да отстъпи част от херцогството на противниците си.
Когато Жан дьо Монфор умира през 1345 г., англичаните веднага издигат на мястото му малкия му син (който носи същото име). В битката при Ла Рош Дериен през 1347 г. Шарл дьо Блоа е пленен. Това не слага край на съпротивата на привържениците му, но е тежък удар за него. Чак през 1356 г. той е освободен срещу откуп, но и срещу обещанието да не се меси повече в бретанските дела. Удържа на обещанието си няколко години – до 1364 г., когато се опитва да организира широка кампания против английските сили в херцогството. Тя приключва трагично в битката при Оре. Там Шарл дьо Блоа е убит и каузата му логично отива към края си. Повечето му съмишленици се подчиняват на новия херцог Жан IV.
Според договора от Геранд (1365) Жана дьо Пентиевър признава Монфор за законен херцог. Той обещава, че ако няма деца, ще бъде наследен от нейните и на Шарл дьо Блоа. До това не се стига, защото успява да осигури предостатъчно наследници на трона.